# Isaac Hanson

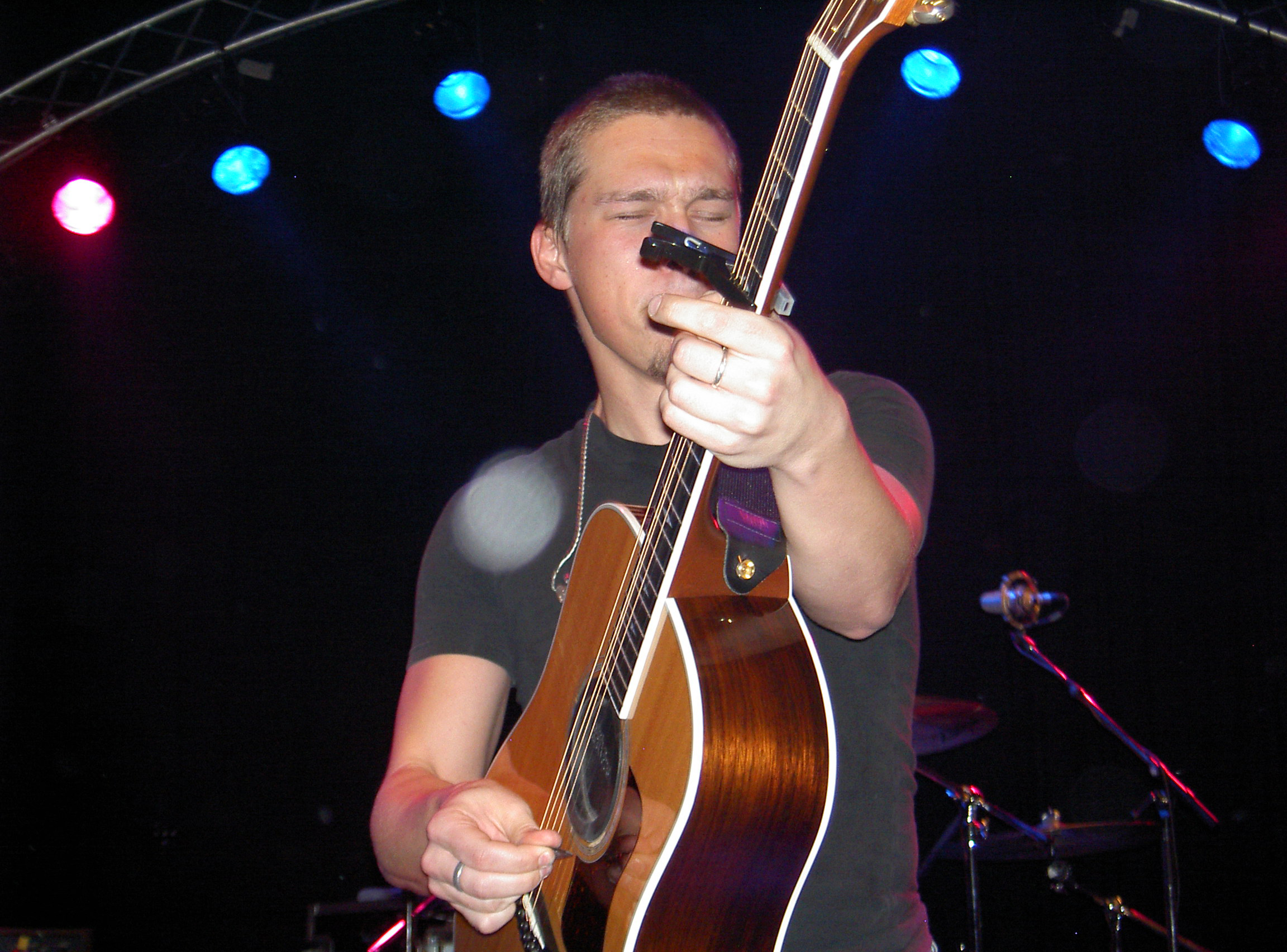
Isaac Hanson

Clarke Isaac Hanson, kallad Ike, född 17 november 1980 i Tulsa, Oklahoma, är en amerikansk musiker, den äldste av de tre bröderna i bandet Hanson. Han sjunger, spelar gitarr, och är den som skriver flest texter till låtarna.
Isaac är son till Clarke Walker Hanson och Diana Frances Hanson (född Lawyer). Han har utöver bröderna och bandmedlemmarna Zachary och Taylor även syskonen Jessica Grace (f. 1988), Avery Laurel (f. 1990), Joshua Mackenzie (f. 1994) och Zoë Genevieve (f. 1998).
Isaac gifte sig den 30 september 2006 med Nicole "Nikki" Dufresne. Han träffade henne under en konsert i New Orleans 2003. Tillsammans har de tre barn, Clarke Everett, född 3 april 2007, James Monroe, född 1 juli 2008 , Nina Odette född 2014.